# Hilliard Greene

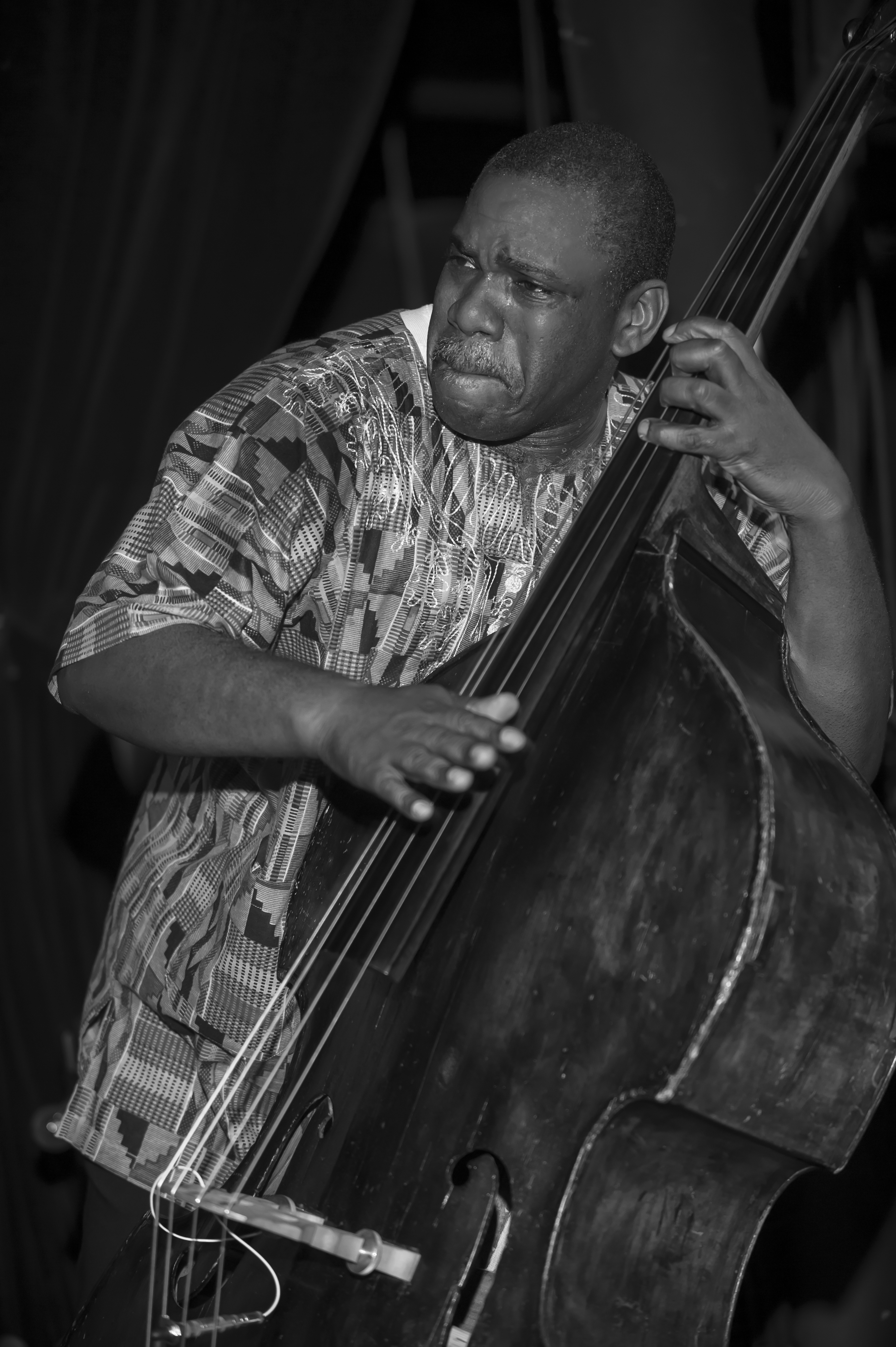
Bild von musizierendem Hilliard Greene

Hilliard Greene (* 26. Februar 1958) ist ein US-amerikanischer Bassist (Kontrabass, Bassgitarre) des Modern Creative und der improvisierten Musik und Musikpädagoge.

## Leben und Wirken
Hilliard Greene studierte am Berklee College of Music in Boston und an der University of Northern Iowa. Er war dreizehn Jahre als musikalischer Leiter für den Sänger Jimmy Scott tätig. Für Cecil Taylor war er als Konzertmeister für dessen Ensemble Phtongos tätig und spielte im Trio des Pianisten Don Pullen. Unter eigenem Namen arbeitete er mit seinem Ensemble The Jazz Expressions, mit dem er drei Alben einspielte; ferner hatte er ein Trio mit Steve Swell und Barry Altschul. 2003 legte er sein Soloalbum Alone vor. Außerdem wirkte er bei Aufnahmen von Dave Douglas (Sanctuary, 1997), Klaus Kugel, Perry Robinson, Charles Gayle (Repent, 1997), Patrick Brennan, Matt Lavelle (The Crop Circles Suite, 2024) und Frank London (Spirit Stronger Than Blood, 2024) mit.
Er arbeitet gegenwärtig als Musikpädagoge am Bass Collective in New York City; daneben hält er Workshops und unterrichtet Meisterklassen in Kontrabass und Bassgitarre.

## Diskographische Hinweise
- Alone (SoulSearch Music, 2003)
- Steve Swell, Gebhard Ullmann, Hilliard Greene, Barry Altschul: News? No News! (Jazzwerkstatt, 2010)
- Spirituals (2019)
- The Telepathic Band: Electric Telepathy (2019), mit Patrick Holmes, Daniel Carter, Federico ughi, Matthew Putman
- Gebhard Ullmann / Steve Swell / Hilliard Greene / Barry Altschul: We’re Playing in Here? (2022)

## Lexigraphischer Eintrag
- Richard Cook, Brian Morton: The Penguin Guide of Jazz on CD. 6. Auflage. Penguin, London 2002, ISBN 0-14-051521-6.